# Leucobasis candicans
Leucobasis candicans är en trollsländeart som beskrevs av Racenis 1959. Leucobasis candicans ingår i släktet Leucobasis och familjen dammflicksländor. Inga underarter finns listade i Catalogue of Life.